# Swartzia obscura
Swartzia obscura är en ärtväxtart som beskrevs av Huber. Swartzia obscura ingår i släktet Swartzia och familjen ärtväxter. Inga underarter finns listade i Catalogue of Life.